# 奎特曼 (密西西比州)
奎特曼（英語：Quitman）是一個位於美國密西西比州克拉克縣的城市。根據2010年美國人口普查，該地共人口2323人，而該地的面積約為15.30平方千米。同時該地也是克拉克縣的縣治。

## 地理
奎特曼的座標為32°02′35″N 88°43′15″W / 32.04306°N 88.72083°W，而該地的平均海拔高度為70米（即230英尺）。